# Alena Kaluhina
Alena Viktaraŭna Kaluhina (in bielorusso Алена Віктараўна Калугіна?; Nolinsk, 22 maggio 1972) è una fondista bielorussa.
Ha gareggiato in tre eventi alle Olimpiadi invernali del 2002 e ai Campionati mondiali di sci nordico 2003 in Val di Fiemme.
Nel 1994 vinse la Marcialonga.